# Thomas Roßberger
Thomas Roßberger (* 2. Oktober 1963) ist ein ehemaliger deutscher Fußballspieler, Manager und Unternehmensgründer.

## Karriere
In der Saison 1983/84 stand Roßberger beim Bundesligisten 1. FC Nürnberg unter Vertrag. Im Team war er Ergänzungsspieler und kam an festen Größen beim Club wie Manfred Burgsmüller, Rüdiger Abramcik und Herbert Heidenreich nicht vorbei. An den letzten beiden Spieltagen kam er zu zwei Kurzeinsätzen unter Trainer Heinz Höher. Im Sommer 1984 ging Roßberger zum Zweitligisten SV Darmstadt 98. Nach zahlreichen Verletzungen spielte er anschließend für die SpVgg Plattling in der Bayernliga, der damals dritthöchsten Spielklasse, wo er zu einem Torjäger avancierte. Mit seinem Wechsel zur SpVgg Bayreuth kehrte er zur Saison 1987/88 nochmals in die 2. Fußball-Bundesliga zurück, ehe er danach seine Karriere im Amateurbereich beim SSV Jahn Regensburg sowie dem VfB Helmbrechts ausklingen ließ.
Nach dem Abschluss seines Studiums der Sportökonomie an der Universität Bayreuth war Roßberger bei der adidas AG zwölf Jahre lang in verschiedenen Managementfunktionen im In- und Ausland tätig. Nach weiteren Jahren als Geschäftsführer bei internationalen Konzernen gründete er 2011 die European Sportsmanagement Academy GbR, die ein Sportmanagement Studium, vorwiegend für Profi- und Leistungssportler, anbietet. Zahlreiche Profisportler haben dort bereits ihre Ausbildung für eine zweite Karriere als Sportmanager absolviert.
2015 promovierte Roßberger im Bereich der Wirtschaftswissenschaften.